# Mate Lacić
Mate Lacić, né le 12 octobre 1980 à Split, est un footballeur croate. Il est défenseur.

## Palmarès
NK Široki Brijeg
- Champion de Bosnie-Herzégovine en 2004.

 Dyskobolia Grodzisk Wielkopolski
- Vainqueur de la Coupe de Pologne en 2007.
- Vainqueur de la Coupe de la Ligue polonaise en 2007.